# Calypso (Mond)

Größenvergleich von Tethys und seinen Trojaner-Monden Telesto (links) und Calypso (rechts)

Calypso  (oder Saturn XIV) ist der siebzehnte und einer der kleineren der 274 bekannten Monde des Planeten Saturn sowie einer von zwei Trojaner-Monden von Tethys.

## Entdeckung und Benennung
Calypso wurde am 13. August 1980 von den Astronomen Dan Pascu, Paul Kenneth Seidelmann, William A. Baum und Douglas G. Currie anhand von erdgebundenen Teleskopbeobachtungen entdeckt; der Mond erhielt zunächst die vorläufige Bezeichnung S/1980 S 25. In den Folgemonaten erhielt Calypso die weiteren Bezeichnungen S/1980 S 29, S/1980 S 30, S/1980 S 32, und S/1981 S 2, die sich jedoch alle als dasselbe Objekt herausstellten.
1983 wurde sie offiziell nach Kalypso, einer Nymphe aus der griechischen Mythologie benannt, die den Helden Odysseus sieben Jahre lang auf ihrer Insel Ogygia festhielt. Odysseus wurde auf Befehl von Zeus, übermittelt durch den Götterboten Hermes, wieder freigelassen. Ungern gehorchend, versorgt sie ihn mit Werkzeug, um ein Floß zu bauen, und später auch mit Reisekost. Calypso soll eine Tochter des Titanen Atlas sein.
Der Name bedeutet in der Übersetzung sinngemäß „Verstecker“, „versteckt“.

## Bahneigenschaften

Orbitanimation von Calypso sowie der Monde Mimas, Helene, Methone, Pallene und Anthe

### Umlaufbahn
Calypso umkreist Saturn auf einer prograden, fast perfekt kreisförmigen Umlaufbahn in einem mittleren Abstand von 294.710 km (ca. 5 Saturnradien) von dessen Zentrum (bzw. dem Schwerezentrum). Die Bahnexzentrizität beträgt 0,0005, die Bahn ist 1,47° gegenüber dem Äquator von Saturn geneigt, liegt also fast in der Äquatorebene des Planeten. Durch die sehr niedrige Exzentrizität variiert die Bahn in der Entfernung zu Saturn um etwa 300 km.
Die Umlaufbahn des nächstinneren Mondes Enceladus ist im Mittel etwa 57.000 km vom Orbit von Calypso entfernt, die Entfernungen der Bahnen der nächstäußeren Monde Dione sowie deren Trojaner-Monde Helene und Polydeuces betragen im Mittel etwa 83.000 km.
Calypso umläuft Saturn in 1 Tag, 21 Stunden und 18 Minuten. Calypso benötigt für einen Umlauf 12 Stunden und etwa 25,3 Minuten länger als der innere Nachbar Enceladus.
Der Orbit von Calypso liegt tief in der Magnetosphäre von Saturn, so dass das Plasma, das mit dem Planeten mitrotiert, auf die folgende Hemisphäre trifft. Sie wird dadurch auch von energetischen Teilchen (Elektronen und Ionen) getroffen.

Darstellung der Lagrange-Punkte

### Bahnresonanzen
Die Umlaufbahn von Calypso ist koorbital mit den Umlaufbahnen der weitaus größeren, dominierenden Tethys sowie der etwas größeren Telesto. Diese so genannten Tethys-Trojaner-Monde, Telesto und Calypso, laufen in Tethys’ Lagrange-Punkten L4 und L5, jeweils in einem Winkelabstand von 60° vor und hinter diesem Mond, auf der gleichen Umlaufbahn um den Planeten (1:1-Bahnresonanz). Calypso läuft dabei durch den folgenden Lagrangepunkt L5 und bildet daher das Schlusslicht der geteilten Umlaufbahn.
Tethys und ihre beiden Trojaner-Monde umkreisen Saturn innerhalb des E-Rings, so dass sich die Oberflächen der Monde in einem dauernden Bombardement durch Mikrometeoriten befinden.

### Rotation
Die Rotationszeit ist gleich der Umlaufzeit und Calypso weist damit, wie der Erdmond und alle großen Trabanten der Gasriesen, eine synchrone Rotation auf.

## Physikalische Eigenschaften

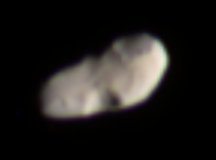
Cassini-Farbaufnahme vom 23. September 2005 aus einer Entfernung von 101.000 km

### Größe
Calypso ist unregelmäßig geformt, mit einem mittleren Durchmesser von 21,4 km. Die genauen Abmessungen sind 30 × 24 × 14 km, was dem Mond die Form eines dreiachsigen Ellipsoids verleiht. Die Längsachse ist auf Saturn ausgerichtet, die mittlere Achse befindet sich zwischen führender und folgender Hemisphäre und die kürzeste Achse zwischen den Polen. Calypso ist der neunzehntgrößte Saturnmond.
Von der Größe her ist Calypso etwa mit dem größeren Marsmond Phobos zu vergleichen.
Die Gesamtfläche von Telesto beträgt etwa 1.439 km².

### Innerer Aufbau

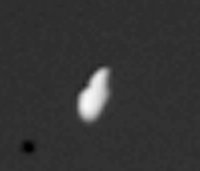
Beste Voyager-2-Aufnahme vom 25. August 1981

Die Dichte ist mit 0,5 g/cm³ sehr gering, was darauf hinweist, dass Calypso überwiegend aus Wassereis zusammengesetzt ist. Die niedrige Dichte weist darauf hin, dass sie möglicherweise zu den sogenannten Rubble Piles gehört, die durch die vergleichsweise schwache Gravitation im Innern Hohlräume aufweisen.

### Oberfläche
Der Trabant besitzt eine sehr helle Oberfläche mit einer Albedo von etwa 1, d. h., etwa 100 % des eingestrahlten Sonnenlichts werden reflektiert. Deutlich sichtbar sind einige Einschlagkrater von Meteoriten. Allgemein ist die Oberfläche jedoch sehr sanft und weist wenige Spuren älterer Krater auf, was auf eine dicke Schicht von feinkörnigem Eis-Regolith hinweist, die möglicherweise vom dauernden Bombardement durch die Partikel des E-Rings herrührt.

## Erforschung
Von der Erde aus gesehen ist der Saturnbegleiter mit einer scheinbaren Helligkeit von 18,7m ein sehr lichtschwaches Objekt.
Calypso wurde von bislang drei Raumsonden besucht: namentlich von den Vorbeiflugsonden Voyager 1 am 12. November 1980 und Voyager 2 am 25. August 1981 und Cassini, die seit dem 1. Juli 2004 den Saturn umkreiste. Der letzte Vorbeiflug durch Cassini ereignete sich am 13. Februar 2010 in einer Entfernung von 23.000 km.